# Karin Anselm
Karin Anselm (* 22. Januar 1940 in Hamburg als Karin Jesper) ist eine deutsche Film- und Theaterschauspielerin.

## Leben
Karin Anselm absolvierte die Hochschule für Musik und darstellende Kunst in Hamburg und erhielt ihr erstes Engagement 1959/60 am E.T.A.-Hoffmann-Theater in Bamberg. 1960/61 spielte sie an den Städtischen Bühnen Regensburg, 1961/62 am Stadttheater Bern und 1962 bis 1966 am Deutschen Theater in Göttingen.
Anschließend wurde sie freischaffende Schauspielerin und gastierte an zahlreichen Bühnen. Seit 1967 war sie auch im Fernsehen zu sehen, wie etwa 1968 in der Fernsehspielproduktion des Saarländischen Rundfunks Sabina Englender. Ihre größten Erfolge feierte sie 1973 in der Serie Der Bastian und seit 1981 bis zu ihrem Ausscheiden nach acht Folgen als Tatort-Kommissarin Hanne Wiegand. Im Anschluss daran wandte sich Anselm wieder dem Theater zu, trat zwischenzeitlich aber auch in einigen Fernsehrollen auf.
Als Synchronsprecherin lieh sie ihre Stimme u. a. Jana Brejchová (Die Märchenbraut) und Marina Vlady (Twist Again in Moskau).

## Filmografie (Auswahl)
- 1969: Die Tauben
- 1970: Der Polizeiminister
- 1979: Tödlicher Ausgang
- 1981: Quartett bei Claudia
- 1981: Sonderdezernat K1 (Staffel 4 / Folge3): Das masurische Handtuch
- 1981–1988: Tatort (als Kriminalhauptkommissarin Hanne Wiegand)
  - 1981: Das Lederherz
  - 1982: Blaßlila Briefe
  - 1983: Peggy hat Angst
  - 1984: Täter und Opfer
  - 1985: Der Mord danach
  - 1986: Aus der Traum
  - 1987: Spiel mit dem Feuer
  - 1988: Ausgeklinkt
- 1988: Die letzte Fahrt der San Diego
- 1995: Wilsberg: Und die Toten lässt man ruhen (Fernsehreihe)
- 1996: Der Venusmörder
- 2000: Weißblaue Geschichten
- 2000: Rosamunde Pilcher: Zeit der Erkenntnis
- 2001: Jetzt bin ich dran, Liebling!
- 2006: Utta Danella: Der Himmel in deinen Augen
- 2016: Tatort: Taxi nach Leipzig (als Kriminalhauptkommissarin a. D. Hanne Wiegand)

## Serien
- 1972: Privatdetektiv Frank Kross (Folge Tod in Neapel)
- 1973: Der Bastian (13 Folgen)
- 1976: Block 7
- 1978: Magere Zeiten
- 1980: Die unsterblichen Methoden des Franz Josef Wanninger (Folgen Ein besonderer Saft, Einladung in die Oper)
- 1982: Sonderdezernat K1 (Folge Das masurische Handtuch)
- 1985: Schöne Ferien – Urlaubsgeschichten aus Portugal
- seit 1988: Derrick (drei Folgen)
- 1991: Ein Fall für zwei (Folge Eiskalt)
- 1993: Das Traumschiff – Indien und Malediven
- 1995: Der Mond scheint auch für Untermieter
- 1996: Dr. Stefan Frank – Der Arzt, dem die Frauen vertrauen – Zu jung zum Sterben
- 1997: Verschollen in Thailand
- 1997: SOKO 5113 (Folge Blaue Sonne)

## Hörspiele
- 1977: Sherlock Holmes – Dr. med. Hiob Prätorius als Violetta
- 1981: James Follett: Operation Oboe – Regie: Heinz-Dieter Köhler (Hörspiel – WDR)
- ab 1984: Der letzte Detektiv als Judith Delgado
- 1985: Chlorophyll – von Christian Mähr, ORF Vorarlberg
- 1991: Amanda Prantera: Science fiction als Radiospiel: Das Lord-Byron-Projekt – Bearbeitung und Regie: Andreas Weber-Schäfer (Hörspielbearbeitung, Science-Fiction-Hörspiel – SDR)
- 1997: Erzählerin in Michael Endes Momo (Produktion: WDR)
- 2001: Thomas Harlan, Rosa – Die Akte Rosa Peham, (Stimme). Regie: Bernhard Jugel. Produktion: BR Hörspiel und Medienkunst/WDR 2001. Als Podcast/Download im BR Hörspiel Pool.[1]
- 2011/2012: Dietmar Dath: Die Abschaffung der Arten. Shortcut, (Dame Livienda). Regie: Ulrich Lampen. BR Hörspiel und Medienkunst 2011/2012. Als Podcast/Download im BR Hörspiel Pool.[2]